# Julien Green
Julien Green, född 6 september 1900 i Paris, död 13 augusti 1998 i Paris, var en amerikansk-fransk författare och ledamot av Franska akademin mellan åren 1971 och 1996. Bland hans mest omtalade verk är "Leviatan".